# J/80
J/80 es la denominación de los yates de regata de 8 metros diseñados por Rod Johnstone para el astillero J/Boats. 
El primer J/80 fue botado en abril de 1993. Su aceptación en el competitivo mundo de los monocascos ha sido muy buena y el número de unidades va en aumento.